# 国鉄タキ14300形貨車
国鉄タキ14300形貨車（こくてつタキ14300がたかしゃ）は、かつて日本国有鉄道（国鉄）及び1987年（昭和62年）4月の国鉄分割民営化後は日本貨物鉄道（JR貨物）に在籍した私有貨車（タンク車）である。

## 概要
本形式は、ノルマルパラフィン専用の35t 積タンク車として1968年（昭和43年）12月3日から1970年（昭和45年）9月30日にかけて3ロット7両（タキ14300 - タキ14306）が日本車輌製造1社のみにて製作された。
本形式の他にノルマルパラフィンを専用種別とする形式には、他に例がなく唯一の存在である。
所有者は、日本石油輸送の1社のみである。
35系に属するタンク体は、耐候性高張力鋼(SPA-H)製であり、荷扱いのため蒸気加熱管を装備した。荷役方式は、積込みはマンホールからの上入れ式、荷降ろしは吐出管を用いた下出し式である。
車体色は黒、寸法関係は全長は12,620mm、全幅は2,720mm、全高は3,825mm、台車中心間距離は8,820mm、実容積は47.9m3、自重は16.5t、換算両数は積車5.0、空車1.6、台車はベッテンドルフ式のTR41Cである。
1987年（昭和62年）4月の国鉄分割民営化時には全車の車籍がJR貨物に継承され、1995年（平成7年）度末時点では全車健在であったが、2008年（平成20年）8月に最後まで在籍した1両（タキ14306）が廃車となり同時に形式消滅となった。

### 年度別製造数
各年度による製造会社と両数、所有者は次のとおりである。
- 昭和43年度 - 1両
  - 日本車輌製造 1両 日本石油輸送（タキ14300）
- 昭和44年度 - 4両
  - 日本車輌製造 4両 日本石油輸送（タキ14301 - タキ14304）
- 昭和45年度 - 2両
  - 日本車輌製造 2両 日本石油輸送（タキ14305・タキ14306）